# Luis Portilla
Luis Portilla Castillo (Lima, 27 de octubre de 1980) es un exfutbolista peruano. Se desempeñaba como volante de contención o como lateral derecho. Es hermano de los también exfutbolistas Giuliano Portilla y Marco Portilla.

## Clubes
| Club                   | País | Año       |
| ---------------------- | ---- | --------- |
| Lawn Tennis            | Perú | 1998-2002 |
| La Peña Sporting       | Perú | 2003-2004 |
| Olímpico Somos Perú    | Perú | 2005      |
| Deportivo Municipal    | Perú | 2006-2007 |
| Atlético Minero        | Perú | 2008      |
| CNI                    | Perú | 2009-2011 |
| Los Caimanes           | Perú | 2012      |
| Defensor San Alejandro | Perú | 2013      |

## Palmarés

### Campeonatos nacionales
| Título                    | Club                | País | Año  |
| ------------------------- | ------------------- | ---- | ---- |
| Segunda División del Perú | Olímpico Somos Perú | Perú | 2005 |
| Segunda División del Perú | Deportivo Municipal | Perú | 2006 |